# 葫芦島在留日本人大送還

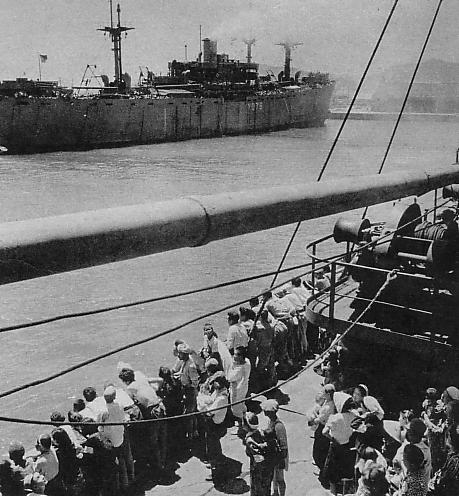
葫芦島から引き揚げる日本人

葫芦島在留日本人大送還（ころとうざいりゅうにほんじんだいそうかん）は、連合国のポツダム宣言に付随した協議により、中国国民政府（陸上輸送部分）とアメリカ（海上輸送部分）の責任において行われた葫芦島（コロ島）からの日本人難民の送還事業。アメリカ軍はブリーガー作戦の一環として行った。中国では「葫芦島日僑大遣返」といわれる。

## 終戦直後の在留日本人の状況と引揚上の問題
満洲国崩壊後の中国大陸には大勢の日本人居留民（約170万人）が取り残された。日本敗戦後の満洲では、もともと日本を敵と考えて進駐してきたソ連軍兵士や、匪賊、侵略者であった日本人に怒りを抱く現地人暴徒によって、日本人への強奪・強姦・殺害に至るケースが相次いだ。ソ連軍進攻直後、地方の満蒙開拓移民らはソ連軍の乱暴や満人からの報復を恐れて、そのほとんどが現地からの退去を図ったが、日本あるいは日本人が多数居住しより安全と思われる都市部を目指す途上、暴民らに追剥ぎや暴行を受け、抵抗した者が無残に殺害される、あるいは、それを怖れて集団自決に至るという事態も発生していた。
やがて、進出したソ連軍によって、朝鮮半島が38度線で封鎖されると、帰国を希望する日本人も満洲･朝鮮に取り残され、自活の途を講じていくしかなくなった。残留邦人らは、ときに国民党と共産党の隠然あるいは公然とした勢力争いに巻き込まれ、また、現地の多数派である中国人・朝鮮人らの日本人に対する報復感情に晒されて、暮らさざるをえなくなった。
ポツダム宣言では、軍の武装解除と兵の帰郷は保証されていたが、民間人の引揚げは明記されておらず、現地統治者の裁量次第であった。当初、日本政府は、外交機能が停止していたことや国内の財政･民生の逼迫もあったが、なにより現地資産の保全のため、民間人は｢できる限り現地に定着」というものであったとされる（問題①）。さらに深刻な問題として、それまで海外に米を生産させ日本内地の食糧としても利用していたが、植民地を失ってこれが入らなくなった中で、引揚者が流入してくれば一挙に深刻な食糧不足が予想された（問題②）。そこで、むしろ日本政府としては、なるべく在外邦人は引揚ず、現地自活を図ることを望んでいたとされる。ところが、実際には、中国など、現地の日本人資産は敵性資産として、事実上、現地統治者による接収が始まっていき、問題①の意味はなくなっていった。さらに、問題②の食糧不足についてはなお懸念があったものの、海外からの援助により見通しが立つようになっていった。
中国国民党側は、共産党拡大の抑止力として日本軍の残留ばかりか、経済復興のため日本企業･技師･労働者の残留も望んでいた。一方、米国は100万を超える日本軍が残れば依然として中国にとって脅威であり(トルーマン回顧録)、国民党軍を華北･満洲に集中させるため、日本人を帰国させることを望み、また、とりわけ満洲ではソ連や八路軍による資産の接収が進められており、それらとともにソ連や共産勢力が技術を入手することをアメリカは懸念していた。このような中、1945年9月7日、日本政府は閣議了解で外征部隊及び居留民帰還につき「現状の非状に鑑み、内地民生上の必要を犠牲にしても、優先的に処置すること」とし、1945年10月の中国国民政府とアメリカとの1回目の上海会議では日本人民間人の帰還移送が決まった。これについて、佐藤量は、当時の実情からして、日中双方ともアメリカの意向に従わざるを得ず、両国はアメリカの政策に同意したものとする。
現地満洲では、邦人らの一部はいち早く預金を引き出したものの、まもなく預金は封鎖されることとなった。紙幣・貨幣等の裏付けとなるはずの金塊・貴金属、外貨等の多くの資産を、関東軍が持去ったともいわれ、また満洲中央銀行にあった金塊・貴金属はソ連によって接収された。都市に避難した開拓団民には職もなく、ソ連支配時期にはソ連兵士らの暴行･掠奪の危険にすら晒されるような状態であった。また、ソ連首脳部は日本人民間人の引揚に関心がない様子であったという。現地在住の日本人らは各地で名望のある者を代表にして日本人会を作り、対応を図った。とくに有名なものは、満洲重工業開発株式会社総裁の高碕達之助を会長とした新京のもので、満洲各地の同様な会をつなぐ事実上の総会として連絡会も作られた。高碕達之助らは、さらなる困難が予想される冬をひかえ、取り残された日本人の苦境と援助を日本政府に訴えるべく、彼らが日本政府と連絡をとることをソ連軍首脳部に求めたものの、ソ連軍の許可は下りなかった。そこで、高崎らは密かに大連経由と朝鮮人の協力者も得て朝鮮経由とで、吉田茂外相と鮎川義介（満洲重工業開発前総裁で当時は相談役）宛てに、日本人の苦境と引揚促進を訴える書状を携えた職員らをそれぞれ日本に送り出した。許可のない密使であるため、発覚しないよう微細字を書く技能を持つ職員に字を書いてもらい、コヨリにし服に縫い込むようにして隠したという。まず朝鮮経由のチームが10月に、ついで11月に大連経由のチームがいずれも無事に日本に到着したが、既に見たように、その場で直ちに要望が実現にまで運んだわけではなかった。

## 在留日本人救出への動き
2回目の中国国民政府とアメリカとの上海会議は1946年1月行われ、既に満洲ではソ連や共産側による日本側資産の接収とさらに資産によってはソ連への移送が進んでいたため、アメリカにとっては国民党政府側の要求する資産接収に反対する意味はなくなり、共産勢力側への技術や技術者の移転をいかに掣肘･抑止するかに関心が移っており、国民党の資産接収を認める代わりに人間の帰還を進めることが決まった。この２回の上海会議で決まった内容に基づいて、まず3月邦人の引揚げが米･国民党勢力下からの引揚げが始まった。この２回目の上海会議では、旧満洲からの帰還のために、瀋陽に米軍輸送本部を設け、コロ島と可能なら大連をその港湾とする案が出されていた。コロ島は米海軍の拠点から近く、国民･共産両勢力の境界付近に位置していたためである。しかし、共産勢力支配下からの引揚実現のためには、国共内戦を一時、停戦させねばならなかった。その任務のために、既に1945年12月にはマーシャルが北京に派遣されていた。国共両軍の衝突や冷戦対立が鮮明化していく中でマーシャルの停戦工作は続けられ、1946年５月11日、米･国･共３者の協定が締結され、コロ島が確保された。前年10月の上海会議の決定に基づき、アメリカがコロ島から日本への輸送を担当するため、アメリカ船を中心に引揚船がコロ島に終結、邦人が引揚げることになる。その後、米ソの協議も始まり、1946年12月には引揚げに関する協定が米ソ間でも結ばれた。

丸山邦雄の銅像（長野県飯山市、飯山駅前）

この間も、満洲・鞍山の残留日本人3名（新甫八朗、丸山邦雄、武蔵正道）らが直接満洲の状況を伝え、邦人の救出活動を要請するため、日本に帰国することを決意していた。高碕達之助とも接触の上、1946年2月旧知の中国人やカトリック教会、半島ホテルの支配人であった朝鮮人などの助けを受け、ソ連軍兵士や八路軍兵士の監視の網をかいくぐり、天津経由で密かに脱出した。日本に到着すると、情報をつかんでいた新聞社の記者らの出迎えを受け、朝日新聞西部本社で記者会見、東京でも記者の取材攻勢を受けたが、GHQの検閲コードに触れたのか、ごく簡単にしか報道されなかったという。実際には先に述べたように水面下で秘密裡に交渉が進んでいたためのようであるが、事情を知らない丸山はGHQ内のソ連関係者の圧力により報道があまりなされなかったのではないかと疑っている。その後、丸山は各種関係機関、GHQ民間引揚者団体を訪問、高碕達之助の書状を下に当時の幣原首相と楢橋書記官に会って陳情、大連カトリック司教の紹介状を元にポール･マレラ法皇使節に会い、今度はそのマレラから紹介状を得て、度重なるGHQ訪問･陳情を果たしている。当時の吉田茂外相には「日本には今、外交はない。しかし、うまくGHQを操って有利な策をとらせるから心配はないよ」と言われる。1946年4月、ダグラス・マッカーサーGHQ司令官に面会を果たし、すでに担当将校から報告を受け研究させていること、希望に沿うよう方途する考えとの回答を受ける。1946年10月5日、大陸同胞救援連合会が結成され、会長に下条康麿、最高顧問に賀川豊彦、植原悦二郎ら、常務理事に新甫と丸山らがそれぞれ就任、救援運動も全国的に知られていくこととなった。

## 引揚げの実施
満洲を南下するソ連軍に対してアメリカ軍と中国国民党軍はブリーガー作戦を行い南下を阻止していた。
現在の中華人民共和国政府の主張によれば、中国国民党、中国共産党、アメリカ合衆国の三者による協議の結果、中国東北部の在留日本人を中国国民党が支配していた遼寧省の錦州の南西にある葫芦島（コロ島）から送還すること（ただし、安東と大連の在留日本人は東北民主連軍とソ連軍が送還をおこなう）を1946年1月までに決定したという。葫芦島からの引き揚げは1946年5月7日から開始され、同年末までに101万7549人（うち捕虜1万6607人）、1948年までに総計105万1047人の在留日本人が日本へ送還された。
引揚げ船は葫芦島と日本を往復した訳ではなく、アメリカ軍は次のような三角輸送の一環として行っている。
- 華南の蒋介石軍の将兵を葫芦島へ運び、中国東北部への侵攻に備えて強化する
- その船で、在留日本人を葫芦島から博多港へ運ぶ
- その船で、戦時中日本へ連れて来られていた中国人および他の物資を華南へ運ぶ

中には、ソ満国境から2,000キロも逃げて来た人もいた。日本人難民が主戦場を通過し終わるまで国民党軍と共産党軍（八路軍）の戦いが一時中断するなど、葫芦島においては、虐待に至るケースまで無くほぼ正当に扱われたと伝聞ないし喧伝されているが、帰国支援のため満洲に戻った日本人はスパイ容疑で拷問を受けるなどの目にあっている。帰国を許された人は、辿り着いた順に検閲を受けて乗船し、日本の博多港などに向かった。

## 引揚げのエピソード
中には帰国出来ずに死亡した人もいて残留孤児の問題も現れ、24万人が死亡した。亡くなった人々は郊外の海沿いにある「茨山」と言われる山に日本の方角に合わせて埋葬された。
満洲国皇帝の弟・愛新覚羅溥傑の妻である嵯峨浩と次女の愛新覚羅嫮生は、逃亡生活の末1946年9月に葫芦島に着き日本への引揚船に乗船予定であったが、乗船目前に国民党軍に身柄を拘束され、北京を経由して上海に連行された。
葫芦島港の桟橋跡には「1050000日本僑俘遣返之地」の記念碑が建っている。
蒋介石が日本人の引揚げに協力的だったことは日本側の印象に残り、後の白団設立に繋がった。

## NHK-TV特集ドラマ『どこにもない国』
この件に関する講演・書籍は終戦直後様々に出ていたが、21世紀になってNHK総合テレビで（およびNHK World Premiumで世界向けに）『どこにもない国』の2018年3月24日（土）前編・3月31日（土）後編が21時より放映された。